# Louis Asselin
Pour les articles homonymes, voir Asselin.
Le baron Louis-Jean-Baptiste-Margueritte Asselin (né le 29 janvier 1770 à Chartres - mort le 5 octobre 1849 à Blois) est un administrateur et homme politique français.

## Biographie
Fils de Louis-Jean-Baptiste Asselin, conseiller du roi, lieutenant général au bailliage et maire de Chartres, et de Marguerite Mouzay du Bourg, il est membre du Conseil général de Loir-et-Cher de 1800 à 1814 et du Collège électoral depuis son institution, ainsi que conseiller municipal de Cellettes (il y était propriétaire du château du Boisselas), puis de Blois. Il est maire de Blois de 1808 à 1814.
Sous-préfet de Blois, puis de Chartres en 1812, et créé baron par lettres patentes du 5 aout 1812, il se rallie au gouvernement de la Restauration et est nommé sous-préfet de Pithiviers en 1816. Il est préfet des Hautes-Alpes de 1823 à 1827, puis de l'Aude de 1827 à 1830.
Il est promu officier de la Légion d'honneur en 1825.
Il refuse de servir la monarchie de Juillet et, après la chute de Louis-Philippe Ier, se dévoue à Louis-Napoléon Bonaparte.
Il épouse Anne Gauvillier, fille de l'agronome Claude Gauvillier, receveur général des domaines du roi et maire de Cour-Cheverny, propriétaire des châteaux du Gué-la-Guette et de la Sistière, et d'Anne Germon (nièce de Paul Boësnier de l'Orme et petite-nièce de Barthélémy Germon). Il est le beau-père d'Auguste Delamarre, receveur général des finances et frère du comte Achille Joseph Delamare.
Sa sœur était mariée au vicomte Bernard Jean Étienne Delaître.

## Sources
- Jean-Jacques Boucher, Histoire du Loir-et-Cher à travers son Conseil général, de 1790 à nos jours, 1984
- Albert Reverend, Armorial du premier empire : titres, majorats et armoiries concédés par Napoléon Ier, Volume 1, 1994
- Ressources relatives à la vie publique :   - base Léonore
  - Dossiers individuels de préfets